# Гидрофосфат аммония-натрия
Гидрофосфа́т аммо́ния-на́трия — неорганическое соединение,
двойная соль натрия, аммония и ортофосфорной кислоты
с формулой Na(NH4)HPO4,
бесцветные кристаллы,
растворяется в воде,
образует кристаллогидраты.

## Получение
- В природе встречается минерал стеркорит — Na(NH4)HPO4·4H2O с примесями[1].
- Смешивание растворов гидрофосфата натрия и хлорида аммония:

{\displaystyle {\mathsf {Na_{2}HPO_{4}+NH_{4}Cl\ {\xrightarrow {}}\ Na(NH_{4})HPO_{4}+NaCl}}}

## Физические свойства
Гидрофосфат аммония-натрия образует кристаллогидрат состава Na(NH4)HPO4·4H2O — бесцветные кристаллы триклинной сингонии, пространственная группа P 1, параметры ячейки a = 1,0636 нм, b = 0,69187 нм, c = 0,64359 нм, α = 90,46°, β = 97,87°, γ = 102,90°, Z = 2.
Кристаллогидрат плавится в собственной воде при 79—80 °C.
Растворяется в воде,
не растворяется в этаноле.

## Химические свойства
- Разлагается при нагревании:

{\displaystyle {\mathsf {Na(NH_{4})HPO_{4}\ {\xrightarrow {T}}\ NaPO_{3}+NH_{3}\uparrow +H_{2}O}}}
реакцию используют в анализе для растворения оксидов металлов.

## Применение
- Аналитическая химия при анализе минералов.